# Selección de fútbol sub-23 del Yemen
La Selección de fútbol sub-23 de Yemen, conocida como la Selección olímpica de fútbol de Yemen, es el equipo que representa al país en Fútbol en los Juegos Olímpicos, los Juegos de Asia y en el Campeonato Sub-22 de la AFC; y es controlado por la Asociación de Fútbol de Yemen.

## Estadísticas

### Juegos Olímpicos
| Récord | Récord                | Récord                | Récord                | Récord                | Récord                | Récord                | Récord                | Récord                |
| Año    | Ronda                 | Pos.                  | J                     | G                     | E                     | P                     | GF                    | GC                    |
| ------ | --------------------- | --------------------- | --------------------- | --------------------- | --------------------- | --------------------- | --------------------- | --------------------- |
| 1896   | véase Selección Mayor | véase Selección Mayor | véase Selección Mayor | véase Selección Mayor | véase Selección Mayor | véase Selección Mayor | véase Selección Mayor | véase Selección Mayor |
| 1900   | véase Selección Mayor | véase Selección Mayor | véase Selección Mayor | véase Selección Mayor | véase Selección Mayor | véase Selección Mayor | véase Selección Mayor | véase Selección Mayor |
| 1904   | véase Selección Mayor | véase Selección Mayor | véase Selección Mayor | véase Selección Mayor | véase Selección Mayor | véase Selección Mayor | véase Selección Mayor | véase Selección Mayor |
| 1908   | véase Selección Mayor | véase Selección Mayor | véase Selección Mayor | véase Selección Mayor | véase Selección Mayor | véase Selección Mayor | véase Selección Mayor | véase Selección Mayor |
| 1912   | véase Selección Mayor | véase Selección Mayor | véase Selección Mayor | véase Selección Mayor | véase Selección Mayor | véase Selección Mayor | véase Selección Mayor | véase Selección Mayor |
| 1920   | véase Selección Mayor | véase Selección Mayor | véase Selección Mayor | véase Selección Mayor | véase Selección Mayor | véase Selección Mayor | véase Selección Mayor | véase Selección Mayor |
| 1924   | véase Selección Mayor | véase Selección Mayor | véase Selección Mayor | véase Selección Mayor | véase Selección Mayor | véase Selección Mayor | véase Selección Mayor | véase Selección Mayor |
| 1928   | véase Selección Mayor | véase Selección Mayor | véase Selección Mayor | véase Selección Mayor | véase Selección Mayor | véase Selección Mayor | véase Selección Mayor | véase Selección Mayor |
| 1932   | véase Selección Mayor | véase Selección Mayor | véase Selección Mayor | véase Selección Mayor | véase Selección Mayor | véase Selección Mayor | véase Selección Mayor | véase Selección Mayor |
| 1936   | véase Selección Mayor | véase Selección Mayor | véase Selección Mayor | véase Selección Mayor | véase Selección Mayor | véase Selección Mayor | véase Selección Mayor | véase Selección Mayor |
| 1948   | véase Selección Mayor | véase Selección Mayor | véase Selección Mayor | véase Selección Mayor | véase Selección Mayor | véase Selección Mayor | véase Selección Mayor | véase Selección Mayor |
| 1952   | véase Selección Mayor | véase Selección Mayor | véase Selección Mayor | véase Selección Mayor | véase Selección Mayor | véase Selección Mayor | véase Selección Mayor | véase Selección Mayor |
| 1956   | véase Selección Mayor | véase Selección Mayor | véase Selección Mayor | véase Selección Mayor | véase Selección Mayor | véase Selección Mayor | véase Selección Mayor | véase Selección Mayor |
| 1960   | véase Selección Mayor | véase Selección Mayor | véase Selección Mayor | véase Selección Mayor | véase Selección Mayor | véase Selección Mayor | véase Selección Mayor | véase Selección Mayor |
| 1964\| | véase Selección Mayor | véase Selección Mayor | véase Selección Mayor | véase Selección Mayor | véase Selección Mayor | véase Selección Mayor | véase Selección Mayor | véase Selección Mayor |
| 1968   | véase Selección Mayor | véase Selección Mayor | véase Selección Mayor | véase Selección Mayor | véase Selección Mayor | véase Selección Mayor | véase Selección Mayor | véase Selección Mayor |
| 1972   | véase Selección Mayor | véase Selección Mayor | véase Selección Mayor | véase Selección Mayor | véase Selección Mayor | véase Selección Mayor | véase Selección Mayor | véase Selección Mayor |
| 1976   | véase Selección Mayor | véase Selección Mayor | véase Selección Mayor | véase Selección Mayor | véase Selección Mayor | véase Selección Mayor | véase Selección Mayor | véase Selección Mayor |
| 1980   | véase Selección Mayor | véase Selección Mayor | véase Selección Mayor | véase Selección Mayor | véase Selección Mayor | véase Selección Mayor | véase Selección Mayor | véase Selección Mayor |
| 1984   | véase Selección Mayor | véase Selección Mayor | véase Selección Mayor | véase Selección Mayor | véase Selección Mayor | véase Selección Mayor | véase Selección Mayor | véase Selección Mayor |
| 1988   | véase Selección Mayor | véase Selección Mayor | véase Selección Mayor | véase Selección Mayor | véase Selección Mayor | véase Selección Mayor | véase Selección Mayor | véase Selección Mayor |
| 1992   | No clasificó          | No clasificó          | No clasificó          | No clasificó          | No clasificó          | No clasificó          | No clasificó          | No clasificó          |
| 1996   | No clasificó          | No clasificó          | No clasificó          | No clasificó          | No clasificó          | No clasificó          | No clasificó          | No clasificó          |
| 2000   | No clasificó          | No clasificó          | No clasificó          | No clasificó          | No clasificó          | No clasificó          | No clasificó          | No clasificó          |
| 2004   | No clasificó          | No clasificó          | No clasificó          | No clasificó          | No clasificó          | No clasificó          | No clasificó          | No clasificó          |
| 2008   | No clasificó          | No clasificó          | No clasificó          | No clasificó          | No clasificó          | No clasificó          | No clasificó          | No clasificó          |
| 2012   | No clasificó          | No clasificó          | No clasificó          | No clasificó          | No clasificó          | No clasificó          | No clasificó          | No clasificó          |
| 2016   | TBD                   | TBD                   | TBD                   | TBD                   | TBD                   | TBD                   | TBD                   |                       |
| Total  | 0/27                  | 0 Medallas            | 0                     | 0                     | 0                     | 0                     | 0                     | 0                     |

### Juegos de Asia
| Año   | Ronda          | J            | G            | E            | P            | GF           | GC           |
| ----- | -------------- | ------------ | ------------ | ------------ | ------------ | ------------ | ------------ |
| 2002  | Fase de grupos | 3            | 1            | 0            | 2            | 3            | 5            |
| 2006  | No clasificó   | No clasificó | No clasificó | No clasificó | No clasificó | No clasificó | No clasificó |
| 2010  | No clasificó   | No clasificó | No clasificó | No clasificó | No clasificó | No clasificó | No clasificó |
| Total | 1/3            | 3            | 1            | 0            | 2            | 3            | 5            |

### Campeonato Sub-22 de la AFC
| Ronda Final | Ronda Final    | Ronda Final | Ronda Final | Ronda Final | Ronda Final | Ronda Final | Ronda Final |   | Eliminatoria | Eliminatoria | Eliminatoria | Eliminatoria | Eliminatoria | Eliminatoria |
| Año         | Resultado      | J           | G           | E           | P           | GF          | GC          | J | G            | E            | P            | GF           | GC           |              |
| ----------- | -------------- | ----------- | ----------- | ----------- | ----------- | ----------- | ----------- | - | ------------ | ------------ | ------------ | ------------ | ------------ | ------------ |
| 2013        | Fase de grupos | 3           | 0           | 0           | 3           | 1           | 5           | 4 | 2            | 1            | 1            | 7            | 6            |              |
| Total       | 1/1            | 0           | 0           | 0           | 0           | 0           | 0           | 4 | 2            | 1            | 1            | 7            | 6            |              |